# Косолапов Річард Іванович
Річард Іванович Косолапов (25 березня 1930, станиця Новоніколаєвська, тепер смт Новоніколаєвський Новоніколаєвського району Волгоградської області, Російська Федерація — 15 листопада 2020) — радянський партійний діяч, філософ, головний редактор журналу «Коммунист». Кандидат у члени ЦК КПРС у 1976—1981 роках. Член ЦК КПРС у 1981—1986 роках. Член ЦК КПРФ. Депутат Верховної Ради СРСР 10—11-го скликань. Доктор філософських наук (1971), професор (1974).

## Життєпис
Народився в козацькій родині. Закінчив середню школу із срібною медаллю.
У 1950—1955 роках — студент філософського факультету Московського державного університету імені Ломоносова, за спеціалізацією «логіка».
У 1955—1958 роках — на відповідальній комсомольській роботі в Брянському обласному комітеті ВЛКСМ.
Член КПРС з 1957 року.
У 1958—1959 роках — викладач Армавірського педагогічного інституту.
Закінчив очну аспірантуру філософського факультету Московського державного університету імені Ломоносова, був секретарем комсомольської організації факультету. Кандидат філософських наук (1962, дисертація «Комунізм і звільнення людини в сфері праці»).
У 1961—1964 роках — викладач філософського факультету МДУ, співробітник і партійний організатор кафедри історичного матеріалізму.
У 1964—1966 роках — співробітник Інституту економіки світової соціалістичної системи АН СРСР.
У 1966—1974 роках — лектор, консультант, керівник групи консультантів, заступник завідувача відділу пропаганди і агітації ЦК КПРС. У 1971 році захистив докторську дисертацію «Соціалізм і проблеми звільнення праці» в Інституті марксизму-ленінізму при ЦК КПРС.
У 1974—1976 роках — 1-й заступник головного редактора газети «Правда».
У березні 1976 — березні 1986 року — головний редактор журналу «Коммунист».
З березня 1986 року — професор кафедри соціальної філософії філософського факультету Московського державного університету імені Ломоносова, в.о. декана філософського факультету МДУ (1986—1987). У 1987—1991 роках — професор кафедри історичного матеріалізму філософського факультету МДУ, в 1991—2015 роках — головний науковий співробітник кафедри соціальної філософії / соціальної філософії та філософії історії філософського факультету МДУ; член низки спеціалізованих рад при МДУ.
Був членом ради і одним із творців «Асоціації наукового комунізму», брав участь в двох ініціативних з'їздах комуністів Росії (квітень і червень 1990 року), що відбулися в Ленінграді. Був відповідальним секретарем оргбюро Руху комуністичної ініціативи. У листопаді 1991 року на I з'їзді Російської комуністичної робітничої партії обраний членом її ЦК. Брав участь у роботі очолюваного В. Купцовим Оргкомітету із скликання II надзвичайного з'їзду Компартії Російської Федерації. Був обраний членом ЦВК КПРФ, обирався членом ЦК КПРФ.
Голова Федерації комуністів навчальних, наукових і творчих організацій. 22 квітня 2012 року на VIII об'єднавчому з'їзді обраний членом ЦК РКРП—КПРС. Входив в Ювілейний комітет з підготовки до 100-річчя Великої Жовтневої соціалістичної революції (2016). Один з керівників руху Російських вчених соціалістичної орієнтації, член президії Російської народної академії наук. Один із головних популяризаторів Йосипа Сталіна в Росії.

## Основні праці
- «До питання про діалектику товару при соціалізмі» (1961)
- «Комунізм і свобода» (1965)
- «Комуністична праця: природа і стимули» (1968)
- «Комунізм і праця» (1968)
- «Ні тіні утопії» (1971)
- «Соціалізм. Питання теорії» (1975; 1979 — 2-е вид.)
- «Соціалістичне суспільство» (у співавт., 1975)
- «На чолі комуністичного будівництва» (1983)
- «Про найголовніше» (1983; 1985)
- «З чого починається особистість» (1983)
- «Звернення до розуму. Людський імунітет» (у співавт., 1993)
- «Політ Сови» (1994)
- «Ідеї розуму і серця» (1996)
- «Дозвольте мріяти» (2000)
- «Слово товаришу Сталіну» (2002)
- «Істина з Росії» (2004)
- «Сталін і Ленін» (2011)
- «Сталін і сучасність» (2011)

## Нагороди і звання
- орден Леніна (1984)
- орден Жовтневої Революції (24.03.1980)
- орден Трудового Червоного Прапора (1971)
- медалі
- Ленінська премія ЦК КПРФ (2017)